# 39기 국수전
39기 국수전은 한국기원 소속 전문기사들이 참가하여 동아일보가 주최하는 국내 바둑 기전이다. 도전5번기 에서는 국수 이창호 七단이 도전자 조훈현 九단을 3대 1로 꺾고 우승하며 2번째 타이틀과 통산 4회 우승을 차지했다.

## 대국 결과
| 대진     | 연도   | 대국일자 | 승자        | 패자        | 결과             | 기보 |
| -------- | ------ | -------- | ----------- | ----------- | ---------------- | ---- |
| 도전 1국 | 1995년 | 8월 28일 | 이창호 七단 | 조훈현 九단 | 241수 흑 5집반승 |      |
| 도전 2국 | 1995년 | 9월 12일 | 조훈현 九단 | 이창호 七단 | 211수 흑 불계승  |      |
| 도전 3국 | 1995년 | 9월 23일 | 이창호 七단 | 조훈현 九단 | 293수 흑 1집반승 |      |
| 도전 4국 | 1995년 | 10월 2일 | 이창호 七단 | 조훈현 九단 | 300수 백 4집반승 |      |
| 도전 5국 | 1995년 | 월 일    |             |             |                  |      |